# Gustaf Filip Frost
Gustav Filip Frost (i riksdagen kallad Frost i Norrköping), född 1 maj 1870 i Norrköpings Sankt Olai församling, Östergötlands län, död 3 augusti 1937 i Norrköpings Matteus församling,  var en svensk politierådman.
Frost var stadsfullmäktig, ledamot av beredningsutskottet, förste vice ordförande i drätselkammaren och ordförande i fastighetsavdelningen. Han var även huvudman och styrelseledamot i Norrköpings sparbank och styrelseledamot i Norrköpings Systemaktiebolag samt ledamot av kyrkofullmäktige och Norra församlingens kyrkoråd.